# Grand Prix-wegrace van Spanje 1981
De Grand Prix-wegrace van Spanje 1981 was zesde race van wereldkampioenschap wegrace voor motorfietsen in het seizoen 1981. De races werden verreden op 24 mei 1981 op het Circuito Permanente del Jarama nabij Madrid.

## Algemeen
De Spaanse organisatie had bezuinigd op de startgelden door de dure 500cc-coureurs niet uit te nodigen. Nu werd het programma afgesloten door de zijspanklasse, die voor het eerst in Jarama aan de start kwam. Het publiek nam daar geen genoegen mee en er waren zelfs spandoeken die het aftreden van de voorzitter van de RFME eisten. De zijspanklasse was ook niet vol bezet: slechts negen combinaties werden geklasseerd. Toch was er voor het Spaanse publiek ook goed nieuws: Ángel Nieto en Ricardo Tormo wonnen allebei hun races.

## 250cc-klasse
In de 250cc-race in Spanje werden de hoofdrollen opgeëist door drie slecht gestarte coureurs: Toni Mang, Jean-François Baldé en Richard Schlachter. Carlos Lavado reed acht ronden lang aan de leiding, samen met Roland Freymond, maar daarna werden ze allebei gepasseerd door Mang, die vervolgens overtuigend naar de eerste plaats reed. Baldé sloot pas halverwege de race aan bij Jean-Louis Guignabodet, die intussen achter Lavado en Freymond reed. Freymond viel door een loszittende carburateur terug naar de dertiende plaats, maar Baldé wist Lavado wel van de tweede plaats af te houden. Intussen was Schlachter als allerlaatste weg bij de start, maar hij vocht zich naar voren en wist zelfs nog vierde te worden.
| Pos | Coureur                | Merk              | Tijd      | Grid | Punten |
| --- | ---------------------- | ----------------- | --------- | ---- | ------ |
| 1   | Toni Mang              | Kawasaki          | 49'59.29  | 1    | 15     |
| 2   | Jean-François Baldé    | Kawasaki          | 50'08.21  | 3    | 12     |
| 3   | Carlos Lavado          | Yamaha            | 50'12.15  | 2    | 10     |
| 4   | Richard Schlachter     | Yamaha            | 50'15.47  | 9    | 8      |
| 5   | Jean-Louis Guignabodet | Kawasaki          | 50'16.30  |      | 6      |
| 6   | Patrick Fernandez      | Bimota-Yamaha     | 50'26.12  |      | 5      |
| 7   | Maurizio Massimiani    | Ad Maiora         | 50'34.39  |      | 4      |
| 8   | Martin Wimmer          | Yamaha            | 50'41.55  | 5    | 3      |
| 9   | Graeme Geddes          | Yamaha            | 50'42.41  | 7    | 2      |
| 10  | Thierry Espié          | Chevallier-Yamaha | 50'44.09  |      | 1      |
| 11  | Alan North             | Yamaha            | 50'51.28  |      |        |
| 12  | Sauro Pazzaglia        | MBA               | 50'56.09  |      |        |
| 13  | Roland Freymond        | Ad Maiora         | 50'57.32  | 8    |        |
| 14  | Loris Reggiani         | Yamaha            | 51'22.18  |      |        |
| 15  | Jean-Marc Toffolo      | Rotax             | 51'25.24  |      |        |
| 16  | Jean-Louis Tournadre   | Bimota-Yamaha     | 51'25.56  |      |        |
| 17  | Karl-Thomas Grässel    | Yamaha            | 51'26.11  |      |        |
| 18  | Franco Marchegiani     | Yamaha            | +1 ronde  |      |        |
| 19  | Paolo Ferretti         | Yamaha            | +1 ronde  |      |        |
| 20  | Éric Saul              | Chevallier        | +1 ronde  |      |        |
| 21  | Tony Head              | Yamaha            | +1 ronde  |      |        |
| 22  | Carlos Morante         | Yamaha            | +2 ronden |      |        |

| Coureur            | Merk            | Oorzaak | Grid |
| ------------------ | --------------- | ------- | ---- |
| Didier de Radiguès | Yamaha          |         | 6    |
| Michel Rougerie    | Yamaha          |         | 10   |
| Hervé Guilleux     | Siroko-Rotax    |         |      |
| Ángel Nieto        | Siroko-Rotax    |         | 18   |
| Clive Horton       | Armstrong-Rotax |         |      |
| Roger Sibille      | Yamaha          |         | 4    |
| Sito Pons          | Siroko-Rotax    |         | 22   |
| Bruno Kneubühler   | Rotax           |         |      |

| Pos. | Coureur             | Motorfiets        | Ptn. |
| ---- | ------------------- | ----------------- | ---- |
| 1    | Toni Mang           | Kawasaki          | 55   |
| 2    | Jean-François Baldé | Kawasaki          | 42   |
| 3    | Carlos Lavado       | Yamaha            | 32   |
| 4    | Patrick Fernandez   | Bimota-Yamaha     | 25   |
| 5    | Eric Saul           | Chevallier-Yamaha | 19   |
| 5    | Massimo Massimiani  | Ad Maiora         | 19   |
| 7    | Thierry Espié       | Chevallier-Yamaha | 18   |
| 8    | Roland Freymond     | Ad Maiora         | 16   |
| 8    | Martin Wimmer       | Yamaha            | 16   |
| 10   | Graeme Geddes       | Bimota-Yamaha     | 14   |

## 125cc-klasse
Ángel Nieto was in zijn thuisrace niet zo oppermachtig als in de rest van het seizoen. Tijdens de trainingen was Hans Müller de snelste en in de race was Nieto's teamgenoot Loris Reggiani als snelste weg bij de start. Als snel kwamen vijf coureurs bij hem: Ángel Nieto, Guy Bertin, Pier Paolo Bianchi, Iván Palazzese en Hans Müller. Deze zes zorgden voor een spannende race, met passeermanoeuvres, uitremacties en slipstreamen, waarbij soms de volle breedte van de baan werd gebruikt. Uiteindelijk kon een aantal het niet meer goed bijhouden, ook al omdat de banden het begonnen te begeven. Daar had Reggiani last van, maar ook Nieto, die desondanks wist te winnen. Bertin viel hard en schreef zijn Sanvenero volledig af. Palazzese werd tweede en Bianchi derde. Müller kreeg last van zijn voet, die door een val in Frankrijk begon te zwellen, maar wist toch nog vierde te worden.  
| Pos | Coureur            | Merk        | Tijd      | Grid | Punten |
| --- | ------------------ | ----------- | --------- | ---- | ------ |
| 1   | Ángel Nieto        | Minarelli   | 47'19.23  | 4    | 15     |
| 2   | Ivan Palazzese     | MBA         | 47'20.24  | 5    | 12     |
| 3   | Pier Paolo Bianchi | MBA         | 47'20.13  | 2    | 10     |
| 4   | Hans Müller        | MBA         | 47'33.23  | 1    | 8      |
| 5   | Loris Reggiani     | Minarelli   | 47'56.11  | 6    | 6      |
| 6   | Jacques Bolle      | Motobécane  | 47'56.22  | 8    | 5      |
| 7   | Stefan Dörflinger  | Krauser-MBA | 48'09.46  | 7    | 4      |
| 8   | Hugo Vignetti      | MBA         | 48'11.33  | 12   | 3      |
| 9   | Yves Dupont        | MBA         | 48'15.45  | 9    | 2      |
| 10  | Henk van Kessel    | MBA         | 48'26.19  | 10   | 1      |
| 11  | Willy Pérez        | MBA         | 48'47.30  | 16   |        |
| 12  | Eugenio Lazzarini  | Iprem       | +1 ronde  | 17   |        |
| 13  | Joe Genoud         | MBA         | +1 ronde  | 20   |        |
| 14  | Theo Timmer        | MBA         | +1 ronde  | 22   |        |
| 15  | Bernard Gatti      | MBA         | +2 ronden | 25   |        |
| 16  | Chris Baert        | MBA         | +3 ronden | 24   |        |

| Coureur              | Merk      | Oorzaak | Grid |
| -------------------- | --------- | ------- | ---- |
| Maurizio Vitali      | MBA       |         | 11   |
| Antonio García       | MBA       |         | 19   |
| Juan Carlos Gonzales | MBA       |         | 18   |
| Guy Bertin           | Sanvenero | Val     | 3    |
| Pablo Cegarra        | MBA       |         | 23   |
| Alfred Waibel        | MBA       |         | 14   |
| Johnny Wickström     | MBA       |         | 13   |
| Jacky Hutteau        | MBA       |         | 21   |

| Coureur             | Merk | Oorzaak  |
| ------------------- | ---- | -------- |
| Per-Edvard Carlsson | MBA  | Blessure |

| Pos. | Coureur            | Motorfiets  | Ptn. |
| ---- | ------------------ | ----------- | ---- |
| 1    | Ángel Nieto        | Minarelli   | 83   |
| 2    | Loris Reggiani     | Minarelli   | 47   |
| 3    | Hans Müller        | MBA         | 37   |
| 4    | Pier Paolo Bianchi | MBA         | 36   |
| 5    | Guy Bertin         | Sanvenero   | 27   |
| 6    | Jacques Bolle      | Motobécane  | 25   |
| 7    | Stefan Dörflinger  | Krauser-MBA | 21   |
| 8    | Iván Palazzese     | MBA         | 16   |
| 9    | Maurizio Vitali    | MBA         | 13   |
| 10   | Willy Pérez        | MBA         | 11   |

## 50cc-klasse
Henk van Kessel startte in de 50cc-race in Spanje als snelste, maar mocht maar één ronde aan de leiding rijden. Daarna werd hij eerst ingehaald door Yves Dupont en later door Ricardo Tormo, die de koppositie overnam en werd gevolgd door Stefan Dörflinger. Daarmee was de strijd om de podiumplaatsen gestreden, want Dörflinger kon de drie jaar oude Bultaco van Tormo niet volgen en Dupont werd op de derde plaats niet meer bedreigd. Van Kessel viel voor de tweede keer uit door een lekke band, maar ontdekte in het rennerskwartier wel de oorzaak: te weinig ruimte bij het ventiel waardoor de binnenband werd afgekneld.
| Pos | Coureur            | Merk              | Tijd      | Grid | Punten |
| --- | ------------------ | ----------------- | --------- | ---- | ------ |
| 1   | Ricardo Tormo      | Bultaco           | 34'56.36  | 1    | 15     |
| 2   | Stefan Dörflinger  | Van Veen-Kreidler | 35'19.25  | 2    | 12     |
| 3   | Yves Dupont        | ABF               | 35'34.57  | 3    | 10     |
| 4   | Theo Timmer        | Bultaco           | 35'53.03  | 4    | 8      |
| 5   | Rolf Blatter       | Kreidler          | 36'15.21  | 5    | 6      |
| 6   | Hagen Klein        | Van Veen-Kreidler | 36'17.38  | 7    | 5      |
| 7   | Claudio Lusuardi   | Moto Villa        | 36'18.05  | 9    | 4      |
| 8   | Ingo Emmerich      | Kreidler          | 36'33.18  | 11   | 3      |
| 9   | Pascal Kambourian  | Kreidler          | +1 ronde  | 14   | 2      |
| 10  | Joaquin Galí       | Bultaco           | +1 ronde  | 12   | 1      |
| 11  | Yves Le Toumelin   | TYL               | +1 ronde  | 16   |        |
| 12  | Günter Schirnhofer | Kreidler          | +1 ronde  | 17   |        |
| 13  | Joe Genoud         | RYB               | +1 ronde  | 13   |        |
| 14  | Chris Baert        | CVD               | +1 ronde  | 18   |        |
| 15  | Ramon Gali         | Kreidler          | +1 ronde  | 21   |        |
| 16  | Reiner Koster      | Kreidler          | +1 ronde  | 22   |        |
| 17  | José M. Baena      | Kreidler          | +2 ronden | 23   |        |
| 18  | Vicente Ferrer     | Kreidler          | +2 ronden | 20   |        |

| Coureur             | Merk     | Oorzaak    | Grid |
| ------------------- | -------- | ---------- | ---- |
| Daniel Mateos       | Kreidler |            | 10   |
| Alfonso Maner       | Kreidler |            | 15   |
| Pedro Cegarra       | Kreidler |            | 19   |
| George Looijesteijn | Kreidler | Val        | 8    |
| Antonio García      | Kreidler |            | 25   |
| Gehrard Singer      | Kreidler |            | 24   |
| Henk van Kessel     | Kreidler | Lekke band | 6    |

| Pos. | Coureur             | Motorfiets        | Ptn. |
| ---- | ------------------- | ----------------- | ---- |
| 1    | Stefan Dörflinger   | Van Veen-Kreidler | 39   |
| 2    | Ricardo Tormo       | Bultaco           | 30   |
| 3    | Hans-Jürgen Hummel  | Sachs             | 17   |
| 4    | Hagen Klein         | Van Veen-Kreidler | 15   |
| 5    | Theo Timmer         | Bultaco           | 14   |
| 6    | Rainer Kunz         | Kreidler          | 10   |
| 6    | George Looijesteijn | Kreidler          | 10   |
| 6    | Claudio Lusuardi    | Bultaco           | 10   |
| 6    | Yves Dupont         | ABF               | 10   |
| 10   | Otto Machinek       | Kreidler          | 8    |
| 10   | Giuseppe Ascareggi  | Bultaco           | 8    |

## Zijspanklasse
De zijspanrace in Jarama werd voor een deel beslist omdat belangrijke combinaties pech kregen. Jock Taylor vocht om de koppositie met Rolf Biland, maar moest met ontstekingspech afhaken en werd negende. Op de tweede plaats liggend moest Werner Schwärzel opgeven toen hij zijn eigen achterwiel voorbij zag rollen. Nu werd de race wel erg saai, want Biland won met bijna een minuut voorsprong op Alain Michel. Egbert Streuer moest al na de eerste ronde de pit in om zijn losgelopen achterwiel vast te zetten, zette de achtervolging in maar viel uiteindelijk uit door een uitgelopen big-end lager dat meteen de krukas, een zuiger, een cilinder en een cilinderkop vernielde. Jock Taylor verloor zijn leidende positie in het wereldkampioenschap aan Alain Michel.
| Pos | Coureur          | Bakkenist         | Merk                 | Tijd       | Punten |
| --- | ---------------- | ----------------- | -------------------- | ---------- | ------ |
| 1   | Rolf Biland      | Kurt Waltisperg   | Krauser-LCR-Yamaha   | 45' 07" 54 | 15     |
| 2   | Alain Michel     | Michael Burkhardt | Seymaz-Yamaha        | 46' 02" 31 | 12     |
| 3   | Masato Kumano    | Kunio Takeshima   | LCR-Yamaha           | 46' 09" 96 | 10     |
| 4   | Derek Jones      | Brian Ayres       | Ireson-Yamaha        | 47' 13" 46 | 8      |
| 5   | Michel Vanneste  | Serge Vanneste    | Seymaz-Yamaha        | +1 ronde   | 6      |
| 6   | Peter Campbell   | Dick Goodwin      | Yamaha               |            | 5      |
| 7   | Wolfgang Stropek | Karl Altrichter   | SIWA-Yamaha          | +3 ronden  | 4      |
| 8   | Trevor Ireson    | Clive Pollington  | Ireson-Yamaha        |            | 3      |
| 9   | Jock Taylor      | Benga Johansson   | Fowler-Windle-Yamaha | +5 ronden  | 2      |

| Coureur          | Bakkenist          | Merk          | Oorzaak             |
| ---------------- | ------------------ | ------------- | ------------------- |
| Werner Schwärzel | Andreas Huber      | Seymaz-Yamaha | Achterwiel verloren |
| Egbert Streuer   | Bernard Schnieders | LCR-Yamaha    | Big-end lager       |
| Jo van der Ven   | Tonny Troeyen      | Yamaha        |                     |

| Pos | Coureur          | Bakkenist          | Motorfiets           | Ptn |
| --- | ---------------- | ------------------ | -------------------- | --- |
| 1   | Alain Michel     | Michael Burkhardt  | Seymaz-Yamaha        | 47  |
| 2   | Rolf Biland      | Kurt Waltisperg    | LCR-Yamaha           | 42  |
| 3   | Jock Taylor      | Benga Johansson    | Fowler-Windle-Yamaha | 41  |
| 4   | Derek Jones      | Brian Ayres        | Ireson-Yamaha        | 20  |
| 5   | Werner Schwärzel | Andreas Huber      | Seymaz-Yamaha        | 18  |
| 5   | Masato Kumano    | Kunio Takeshima    | LCR-Yamaha           | 18  |
| 7   | Trevor Ireson    | Clive Pollington   | Yamaha               | 13  |
| 8   | Peter Campbell   | Dick Goodwin       | Yamaha               | 10  |
| 9   | Mick Boddice     | Chas Birks         | Yamaha               | 8   |
| 9   | Egbert Streuer   | Bernard Schnieders | LCR-Yamaha           | 8   |

## Trivia

### Losse wielen
Er waren tamelijk veel problemen met wielen in Spanje. Om te beginnen met Klaas Hernamdt, die toch al problemen had om met zijn Rotax startpermissie te krijgen. In Spanje liep de motor goed, maar hij was niet te sturen. Toni Mang wees hem op de speling op het achterwiel, die maar liefst 4 mm bleek te bedragen. De kwalificatietraining was toen al voorbij. Werner Schwärzel viel in de zijspanrace uit hij zijn eigen achterwiel voorbij zag komen en Egbert Streuer moest in diezelfde race zijn achterwiel vastdraaien. Hij viel er niet door uit, dat gebeurde door een uitgelopen big-end lager. 

### Pechduo
George Looijesteijn verloor in de GP van Frankrijk zijn vervoer toen zijn broer Peter een sleutelbeen brak en naar huis ging. George kreeg een lift naar Spanje van Per-Edvard Carlsson. Die brak echter zijn ringvinger in de training kon daardoor niet naar de volgende GP in Joegoslavië. Maar daarmee was de ellende voor George nog niet voorbij. Terwijl hij aan zijn Kreidler zat te sleutelen werd zijn snelste cilinder gestolen en met de langzamere cilinder startte hij nog wel, maar hij viel tijdens de race. Per-Edvard en George besloten toen maar naar huis te gaan. In plaats van Rijeka werd het Breezand, waar Carlsson bij de familie Looijesteijn inwoonde.
1950 · 1951 · 1952 · 1953 · 1954 · 1955 · 1957 · 1958 · 1959 · 1960 · 1961 · 1962 · 1963 · 1964 · 1965 · 1966 · 1967 · 1968 · 1969 · 1970 · 1971 · 1972 · 1973 · 1974 · 1975 · 1976 · 1977 · 1978 · 1979 · 1980 · 1981 · 1982 · 1983 · 1984 · 1985 · 1986 · 1987 · 1988 · 1989 · 1990 · 1991 · 1992 · 1993 · 1994 · 1995 · 1996 · 1997 · 1998 · 1999 · 2000 · 2001 · 2002 · 2003 · 2004 · 2005 · 2006 · 2007 · 2008 · 2009 · 2010 · 2011 · 2012 · 2013 · 2014 · 2015 · 2016 · 2017 · 2018 · 2019 · 2020 · 2021 · 2022 · 2023 · 2024 · 2025